# Gaston (Indiana)
Gaston – miasto w Stanach Zjednoczonych, w stanie Indiana, w hrabstwie Delaware.